# Pocisk burzący

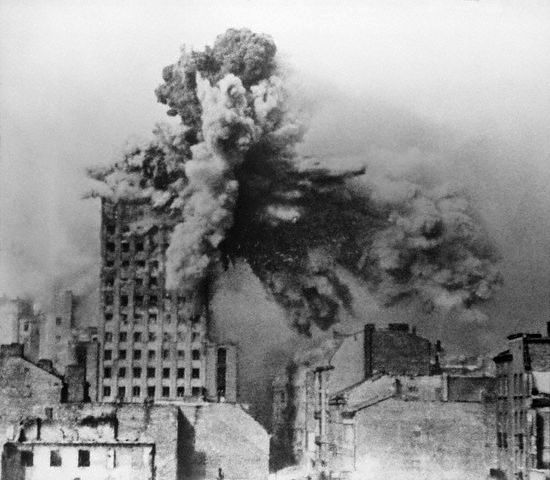
Budynek Prudentialu trafiony 2 tonowym 600 mm pociskiem burzącym z moździerza oblężniczego Karl Gerät w trakcie powstania warszawskiego

Pocisk burzący – pocisk artyleryjski lub rakietowy niszczący cel za pomocą energii wybuchu zawartego w pocisku materiału wybuchowego. 

## Charakterystyka
Pociski burzące służą do zwalczania schronów bojowych, rowów strzeleckich, punktów obserwacyjnych, magazynów itp. 
Cienka skorupa pocisku wypełniona jest dużym ładunkiem kruszącym. Wybuch następuje po zagłębieniu się pocisku w przeszkodę w wyniku działania zapalnika ze zwłoką.
W pociskach do haubic stosunek masy ładunku wybuchowego do masy całego pocisku wynosi około 25%.
W momencie wybuchu pocisku burzącego powstaje fala uderzeniowa, która rozprzestrzenia się w powietrzu, gruncie oraz innych ośrodkach. Na czole fali istnieje skok ciśnienia rzędu 5x104 MPa, który jest głównym czynnikiem oddziałującym na cel. Efektywność oddziaływania fali uderzeniowej zależy od ilości materiału wybuchowego i rodzaju ośrodka otaczającego pocisk w chwili wybuchu, a jej miarą jest wymiar leja powstałego w wyniku wybuchu. Ubocznym czynnikiem rażącym wybuchu pocisku burzącego są powstające w czasie wybuchu odłamki.